# Louis Le Sénéchal
Louis Le Sénéchal (* 2. Oktober 1910 in Berck; † 2. März 1977 in Suresnes) war ein französischer Politiker. Von 1951 bis 1955, 1967 bis 1968 und 1973 bis 1977 war er Abgeordneter der Nationalversammlung.
Nach dem Abschluss seines Studiums begann Le Sénéchal, in Marquise im Département Pas-de-Calais als Lehrer zu arbeiten. In den 1930er-Jahren trat er der SFIO bei und engagierte sich zudem in der CGT, deren lokaler Vorsitzender er bis 1946 war. 1936 gelang ihm darüber hinaus der Einzug in den Generalrat des Départements Pas-de-Calais. Während des Zweiten Weltkriegs bildete er einen Teil der Résistance und musste vor den Deutschen ins Département Lot fliehen. Dort gehörte er den Francs-tireurs et partisans, wofür er später in die Ehrenlegion aufgenommen wurde. Nach der Befreiung Frankreichs wurde Le Sénéchal zum Bürgermeister von Marquise gewählt, was er bis zu seinem Tod blieb. Er bewarb sich erfolglos um einen Sitz in der verfassungsgebenden Nationalversammlung 1945. Sein Versuch, 1946 ins erste reguläre Parlament nach dem Krieg einzuziehen, blieb ebenfalls ohne Erfolg. 1951 gelang ihm schließlich der Sprung in die Nationalversammlung. Er vertrat das Département Pas-de-Calais für fünf Jahre, ehe er sich 1956 aus gesundheitlichen Gründen gegen eine erneute Kandidatur entschied. Dennoch kandidierte er 1967 erneut und wurde erneut ins Parlament gewählt. Zwar gelang ihm bei den vorgezogenen Neuwahlen 1968 nicht die Wiederwahl, doch schaffte er 1973 ein weiteres Mal den Einzug in die Nationalversammlung. Im März 1977 starb er nach langer Krankheit.